# Claude Lorcy
 (juin 2018).
Si vous disposez d'ouvrages ou d'articles de référence ou si vous connaissez des sites web de qualité traitant du thème abordé ici, merci de compléter l'article en donnant les références utiles à sa vérifiabilité et en les liant à la section « Notes et références ».
Pour l’article homonyme, voir Lorcy (homonymie).
Claude Lorcy dit l'Invinsible ou Claude Talhouët, né le 4 mars 1771 à Saint-Barthélemy, mort le 24 juin 1798 à Melrand, est un officier chouan pendant la Révolution française.

## Biographie
Claude Lorcy est né au village de Talhouët-Kerdec à Saint-Barthélemy dans le Morbihan. Il est élève au collège Saint-Yves de Vannes où il a pour condisciple Georges Cadoudal.
Claude Lorcy prend part à la première chouannerie Morbihannaise (à partir de 1793). Son principal théâtre d'opérations se situe entre les communes de Baud, Saint-Barthélemy et Melrand.
Il est le fidèle compagnon de Jean Jan. Tous deux trouvent la mort le 24 juin 1798 au combat de Kerlay-Coëtsulan.
Claude Lorcy est inhumé en la chapelle de Saint Thuriau en Saint-Barthélemy, où ses ossements sont encore visibles à même le sol.